# 制造同意
《制造同意：垄断资本主义劳动过程的变迁》（英語：Manufacturing Consent: Changes in the Labor Process Under Monopoly Capitalism）是英国马克思主义社会学家麦克·布洛维创作的学术專著，1979年由芝加哥大學出版社出版。